# Jean Smart
Jean Smart (teljes nevén: Jean E. Smart) (Seattle, Washington, 1951. szeptember 13. –) kétszeres Golden Globe- és hatszoros Primetime Emmy-díjas amerikai televíziós és filmszínésznő.

## Fiatalkora
Seattle-ben, Washington államban született Kay és Douglas Smart négy gyermeke közül a másodikként. 13 éves korában cukorbetegséget diagnosztizáltak nála. 1969-ben a Ballard High School-ban tanult, ahol egy interaktív dráma szakkörbe jelentkezett és ott tanult színészkedni.
Az egyetemet Washingtonban végezte el, a University of Washington hallgatójaként.

## Pályafutása
1986-ban kezdett el szerepelni a Designing Women című sorozatban, melyben Charlene Frazier Stillfield szerepét játszotta 1991-ig. Egy évadon keresztül szerepelt a High Society című sorozatban, ahol Mary McDonnell-t játszotta összesen 13 részen keresztül. 
Több filmben is mellékszerepet játszott, köztük a Bruce Willis főszereplésével készült A kölyök (2000), a Mindenütt nő (2002) és a Több a sokknál (2003) című komédiákban. A 2000-es évek elején szerepet kapott A körzet című, Magyarországon is sugárzott sorozatba. 2002-ben hangját adta Dr. Anne Possible-nek a Kim Possible című animációs sorozatban.
2006 januárjában szerepet kapott a 24 című sorozatban, melyben Martha Logan first ladyt kellett eljátszania. Férjét, az elnököt régi színésztársa Gregory Itzin keltette életre. Szerepéért két alkalommal is Primetime Emmy-díjra jelölték.
2007 és 2009 között a Nem ér a nevem című szituációs komédiában tűnt fel, 2008-ban alakításáért Primetime Emmy-díjat vehetett át. 2021-től a Hacks – A pénz beszél című sorozat főszereplője, ennek köszönheti első Golden Globe-díját és két további Emmyt is.

## Magánélete
Férje a szintén színész Richard Gilliland volt, akivel a Designing Women című sorozatban ismerkedett meg. Házasságuk alatt két fiuk született. Gilliland 2021-ben hunyt el.
Smart John Edwards-ot akarta demokrata elnökjelöltnek, nyíltan ki is állt mellette, de miután a jelölő kongresszuson Barack Obama-t választották, őt támogatta.

## Filmográfia

### Film
| Év   | Magyar cím                             | Eredeti cím                            | Szerep                                  | Magyar hang      |
| ---- | -------------------------------------- | -------------------------------------- | --------------------------------------- | ---------------- |
| 1980 |                                        | Hoodlums                               | Carol                                   |                  |
| 1984 | Gyulladáspont                          | Flashpoint                             | Doris                                   |                  |
| 1984 | Protokoll                              | Protocol                               | Ella                                    | Martin Márta     |
| 1986 |                                        | Fire with Fire                         | Marie nővér                             |                  |
| 1987 | X program                              | Project X                              | Dr. Criswell                            |                  |
| 1992 |                                        | Baby Talk                              | narrátor                                |                  |
| 1992 | A mecénás szeretője                    | Mistress                               | Patricia                                | Csere Ágnes      |
| 1993 | Úton hazafelé – Egy hihetetlen utazás  | Homeward Bound: The Incredible Journey | Kate                                    | Spilák Klára     |
| 1994 | Az őzgida                              | The Yearling                           | Ora Baxter                              | Kiss Mari        |
| 1995 | A Brady család                         | The Brady Bunch Movie                  | Dena Dittmeyer                          | Andai Györgyi    |
| 1995 | A Brady család                         | The Brady Bunch Movie                  | Dena Dittmeyer                          | Zakariás Éva     |
| 1996 | Sivatagi játékok                       | Edie and Pen                           | Wendy a pincérnő                        |                  |
| 1998 | Furcsa pár 2.                          | The Odd Couple II                      | Holly                                   | Prókai Annamária |
| 1999 | Guinevere                              | Guinevere                              | Deborah Sloane                          | Bencze Ilona     |
| 1999 |                                        | Forever Fabulous                       | Loreli Daly                             |                  |
| 2000 | Hóból is megárt a sok                  | Snow Day                               | Laura Brandston                         | Vándor Éva       |
| 2000 | A kölyök                               | Disney's The Kid                       | Deidre Lefever                          | Tallós Rita      |
| 2002 | Mindenütt nő                           | Sweet Home Alabama                     | Stella Kay Perry                        | Molnár Zsuzsa    |
| 2003 | Több a sokknál                         | Bringing Down the House                | Kate Sanderson                          | Kovács Nóra      |
| 2004 | A régi környék                         | Garden State                           | Carol                                   | Tallós Rita      |
| 2004 | Multik haza!                           | I Heart Huckabees                      | Mrs. Hooten                             | Román Judit      |
| 2004 | Balto 3. – A változás szárnyai         | Balto III: Wings of Change             | Stella (hangja)                         | Makay Andrea     |
| 2006 | A könyvek hercege                      | Whisper of the Heart                   | Asako Tsukishima (angol hangja)         |                  |
| 2007 | Szerencse dolga                        | Lucky You                              | Michelle Carson                         | Incze Ildikó     |
| 2008 | Hős kerestetik                         | Hero Wanted                            | Melanie McQueen                         | Molnár Zsuzsa    |
| 2009 | Lázongó ifjúság                        | Youth in Revolt                        | Estelle Twisp                           | Kovács Nóra      |
| 2010 | Családi kincs, ami nincs               | Barry Munday                           | Carol Munday                            | Antal Olga       |
| 2010 | Ilyen az élet                          | Life as We Know It                     | Mrs. Berenson (stáblistán nem szerepel) |                  |
| 2012 | Amit még mindig tudni akarsz a szexről | Hope Springs                           | Eileen                                  | Andresz Kati     |
| 2016 | A könyvelő                             | The Accountant                         | Rita Blackburn                          | Andresz Kati     |
| 2017 |                                        | Awaken the Shadowman                   | Evette                                  |                  |
| 2018 | Az élet maga                           | Life Itself                            | Linda                                   |                  |
| 2018 | Egy kis szívesség                      | A Simple Favor                         | Margaret McLanden                       | Borbás Gabi      |
| 2020 | Szuperagy                              | Superintelligence                      | Monahan elnök                           | Vándor Éva       |
| 2021 |                                        | Senior Moment                          | Caroline                                |                  |
| 2022 | Babylon                                | Babylon                                | Elinor St. John                         | Takács Katalin   |
| 2022 |                                        | Wildflower                             | Peg                                     |                  |

### Televízió

#### Tévéfilm
| Év   | Magyar cím                                  | Eredeti cím                                             | Szerep                     | Magyar hang    |
| ---- | ------------------------------------------- | ------------------------------------------------------- | -------------------------- | -------------- |
| 1979 |                                             | Before and After                                        | fürdőző nő                 |                |
| 1984 |                                             | Single Bars, Single Women                               | Virge                      |                |
| 1984 |                                             | Piaf                                                    | Marlene Dietrich           |                |
| 1986 |                                             | A Fight for Jenny                                       | Valerie Thomas             |                |
| 1988 |                                             | Place at the Table                                      | Susan Singer               |                |
| 1991 | Vak ítélet                                  | A Seduction in Travis County                            | Karen                      | Sáfár Anikó    |
| 1991 |                                             | Locked Up: A Mother's Rage                              | Cathy                      |                |
| 1992 |                                             | Overkill: The Aileen Wuornos Story                      | Aileen Wuornos             |                |
| 1992 |                                             | Just My Imagination                                     | Pally Thompson             |                |
| 1994 |                                             | The Yarn Princess                                       | Margaret Thomas            |                |
| 1995 | Titokzatos idegen                           | A Stranger in Town                                      | Rose                       |                |
| 1996 | Steve Martini: Túlzott befolyás             | Undue Influence                                         | Dana Colby                 |                |
| 1998 | Szívet cserélni                             | A Change of Heart                                       | Elaine Mitchell            |                |
| 2000 |                                             | The Man Who Came to Dinner                              | Lorraine Sheldon           |                |
| 2003 | Bánatözön                                   | Audrey's Rain                                           | Audrey Walker              |                |
| 2003 | Gyilkos ösztön                              | Killer Instinct: From the Files of Agent Candice DeLong | Candice DeLong             | Kocsis Mariann |
| 2004 | Karácsonyi házaspárbaj                      | A Very Married Christmas                                | Ellen Griffin              | Kubik Anna     |
| 2011 | William és Catherine: egy fenséges szerelem | William & Catherine: A Royal Romance                    | Kamilla cornwalli hercegné |                |
| 2013 | Öt történet az elmezavarról                 | Call Me Crazy: A Five Film                              | Claire                     | Kovács Nóra    |
| 2018 |                                             | A Shoe Addict's Christmas                               | Charlie / Guardian Angel   |                |

#### Sorozat
| Év        | Magyar cím                        | Eredeti cím                   | Szerep                                       | Megjegyzések                                            |
| --------- | --------------------------------- | ----------------------------- | -------------------------------------------- | ------------------------------------------------------- |
| 1983      |                                   | Reggie                        | Joan Reynolds                                | 6 epizód                                                |
| 1983      |                                   | Teachers Only                 | Shari                                        | 13 epizód                                               |
| 1984      |                                   | Maximum Security              | Dr. Allison Brody / börtönigazgató-helyettes | 3 epizód                                                |
| 1986–1991 |                                   | Designing Women               | Charlene Olivia Frazier Stillfield           | 120 epizód                                              |
| 1993      | Batman: A rajzfilmsorozat         | Batman: The Animated Series   | Helen Ventrix (hangja)                       | 1 epizód                                                |
| 1994      | Scarlett                          | Scarlett                      | Sally Brewton                                | minisorozat (3 epizód)                                  |
| 1995–1996 |                                   | High Society                  | Elinore 'Ellie' Walker                       | 13 epizód                                               |
| 1997–2004 | Hé, Arnold!                       | Hey Arnold!                   | Phoebe anyja / Reba Heyerdahl (hangja)       | 2 epizód                                                |
| 1998      |                                   | Style & Substance             | Chelsea Stevens                              | 13 epizód                                               |
| 2000–2001 | Frasier – A dumagép               | Frasier                       | Lana Gardner                                 | 7 epizód                                                |
| 2000–2003 |                                   | Static Shock                  | Maggie Foley (hangja)                        | 3 epizód                                                |
| 2000–2004 | A körzet                          | The District                  | Sherry Regan nyomozó                         | visszatérő szereplő (14 epizód)                         |
| 2001      | Az Oblong család                  | The Oblongs                   | Pickles Oblong (hangja)                      | 8 epizód                                                |
| 2002–2003 | Családodra ütök                   | In-Laws                       | Marlene Pellet                               | 15 epizód                                               |
| 2002–2007 | Kim Possible                      | Kim Possible                  | Dr. Ann Possible (hangja)                    | 40 epizód                                               |
| 2004–2005 |                                   | Center of the Universe        | Kate Barnett                                 | 12 epizód                                               |
| 2006–2007 | 24                                | 24                            | Martha Logan                                 | 24 epizód                                               |
| 2007–2009 | Nem ér a nevem                    | Samantha Who?                 | Regina Newly                                 | 35 epizód                                               |
| 2008      | Amerikai fater                    | American Dad!                 | Miriam Bullock (hangja)                      | 1 epizód                                                |
| 2010      | Psych – Dilis detektívek          | Psych                         | Gillian Tucker                               | 1 epizód                                                |
| 2010–2011 | Hawaii Five-0                     | Hawaii Five-0                 | Pat Jameson kormányzó                        | 4 epizód                                                |
| 2011      | Apa-csata                         | $h*! My Dad Says              | Rosemary Penworth                            | 4 epizód                                                |
| 2011–2012 |                                   | Harry's Law                   | Roseanna Remmick                             | 7 epizód                                                |
| 2013      | Vérmes négyes                     | Hot in Cleveland              | Bess                                         | 1 epizód                                                |
| 2014      | Halt and Catch Fire – CTRL nélkül | Halt and Catch Fire           | LouLu Lutherford                             | 1 epizód                                                |
| 2014      | Meg-boldogulni                    | Getting On                    | Arlene Willy-Weller                          | 2 epizód                                                |
| 2014–2015 |                                   | Sirens                        | Nora Farrell                                 | 3 epizód                                                |
| 2015      |                                   | The McCarthys                 | Lydia                                        | 1 epizód                                                |
| 2015      | Fargo                             | Fargo                         | Floyd Gerhardt                               | 9 epizód                                                |
| 2015–2016 | Elvált nők kézikönyve             | Girlfriends' Guide to Divorce | Katherine Miller                             | 5 epizód                                                |
| 2016      |                                   | Bad Internet                  | Powers elnök                                 | 1 epizód                                                |
| 2017      | Angie Tribeca – A törvény nemében | Angie Tribeca                 | Carnie                                       | 1 epizód                                                |
| 2017      | Az alelnök                        | Veep                          | Mrs. Walsh                                   | 1 epizód                                                |
| 2017–2019 | Légió                             | Legion                        | Melanie Bird                                 | - 19 epizód - magyar hangja: - Kovács Nóra              |
| 2018–2019 | Hormonokkal túlfűtve              | Big Mouth                     | depressziós cica (hangja)                    | 2 epizód                                                |
| 2018–2019 | Aljas John                        | Dirty John                    | Arlane Hart                                  | 5 epizód                                                |
| 2019      | Az ítélet: család                 | Arrested Development          | Mimi                                         | 2 epizód                                                |
| 2019      | Watchmen                          | Watchmen                      | Laurie Blake ügynök                          | főszereplő                                              |
| 2019      | Megőrülök érted                   | Mad About You                 | Chelsea Stevens-Kobolakis                    | 1 epizód                                                |
| 2021      | Easttowni rejtélyek               | Mare of Easttown              | Helen Fahey                                  | - minisorozat (7 epizód) - magyar hangja: - Kovács Nóra |
| 2021–     | Hacks – A pénz beszél             | Hacks                         | Deborah Vance                                | főszereplő                                              |
| 2022      | Szellemíró                        | Ghostwriter                   | Charlotte (hangja)                           | 2 epizód                                                |
| 2024      | Saturday Night Live               | Saturday Night Live           | önmaga (házigazda)                           | 1 epizód                                                |

## Fordítás
- Ez a szócikk részben vagy egészben  a   Jean Smart című angol Wikipédia-szócikk fordításán alapul.  Az eredeti cikk szerkesztőit annak laptörténete sorolja fel. Ez a jelzés csupán a megfogalmazás eredetét és a szerzői jogokat jelzi, nem szolgál a cikkben szereplő információk forrásmegjelöléseként.